# Kaze no Stigma
Kaze no Stigma (яп. 風の聖痕, Кадзе но Сутіґума, укр. Тавро вітру) — серія ранобе, створена Такахіро Ямато і ілюстрована Ханамару Нанто. Після смерті автора 20 липня 2009 року історія обривається на одинадцятому томі. Телевізійна адаптація аніме була створена студією Gonzo і транслювалася з 11 квітня 2007 року (режисер — Юнічі Саката).

## Сюжет
Казума Каннаґі після поразки від іншої представниці клану Аяни Каннаґі за володіння мечем Енрайха був вигнаний власним батьком. Через чотири роки, змінивши прізвище на Яґамі, Казума повертається в Японію як маг вітру і Контрактор — одна з найсильніших магічних істот. Про його повернення дізнаються Аяно (спадкоємиця Енрайха і його колишня суперниця), Рен (молодший брат), Ґенма (батько Казуми), Юґо (голова клану) та інші маги, що маніпулюють стихією вогню. У той же час загадковий маг вітру починає вбивати членів Каннаґі. Підозри падають на Яґамі. Йому треба довести, що не він є вбивцею, зустрітися зі страхами минулого і, хочеться йому цього чи ні, знову перетнутися зі своїм, колись рідним, кланом.

## Персонажі
- Казума Яґамі (Kazuma Yagami)

Головний чоловічий персонаж аніме. Маг вітру, Контрактор. Клан Каннаґі, до якого раніше належав Казума, спеціалізувався на магії вогню, головним чинником престижу клану була тільки сила. Оскільки Казума не мав ніяких здібностей до маніпулювання вогненною стихією і програв на церемонії за володіння Енрайха (фамільний меч Каннаґі) іншій представниці клану — Аяні Каннаґі, він був вигнаний власним батьком за слабкість в першому ж бою.
Казума відправився в маленьке китайське містечко, де вів життя, наповнене неприємностями й бійками упереміш з величезними дозами випитого алкоголю. Так тривало до тих пір, поки вигнанець не зустрів і не покохав дівчину на ім'я Цуі-Лінг (Tsui Ling). Юнак уже почав забувати образи минулого, однак на його очах Цуі-Лінг принесли в жертву демону. Чотири роки потому, у віці двадцяти двох років, змінивши прізвище на Яґамі, Казума повертається до Японії і, за збігом обставин, вливається в життя колись рідного клану.
Отримавши здібності до управління стихією повітря, Казума перетворився на могутнього мага вітру. Його здібності різні: за допомогою вітру він може переміщатися по повітрю з величезною швидкістю, шукати предмети або людей, атакувати повітряними потоками, створювати захисні повітряні бар'єри, закликати духів вітру на підмогу.
Ягами Казума також і Контрактор. Ця особливість дозволяє йому увійти до контракту з Богом вітру. Завдяки цьому, Казума отримує здатність закликати до себе на допомогу всіх духів вітру і може маніпулювати атмосферою Землі (наприклад, викликає величезні смерчі, які можна бачити навіть з космосу). При цьому завдані йому рани швидко виліковуються, а очі Казуми при використанні сили Контрактора починають світитися яскраво-блакитним світлом. Сила Контрактора також захищає Казуму від будь-яких фізичних ран (5 епізод — Місаро Оґамі спробувала заколоти Казуму кинджалом, але у неї нічого вийшло).
Існує і «темна» сторона Яґамі. Коли Казума сильно розсерджений, колір його очей змінюється на червоний, а потоки вітру набувають чорного відтінку. За власним визнанням, Аяно боїться Казуму в такому стані, оскільки чудово розуміє, що він може заподіяти їй шкоду. У 21 серії Кіріка розповіла Аяні, що два роки тому (відносно початку сюжету аніме) вона вже перетиналася з Казума під час стажування в Лондоні. Він був повною протилежністю. Тоді Казуму прозвали Володарем диявольського вітру і Жерцем Темряви. Він був людиною, яка не відчувала болі про шкоду, заподіяну іншим, людиною, яка дбала лише про власну вигоду.
Міць Казума вражає. У першій серії він швидко виганяє демона з дому клієнта, легко відбиває атаки трьох членів клану, включаючи і жалюгідну спробу Аяни; в другому епізоді — нарешті за довгий час перемагає батька, при цьому, не використавши свою силу на повну потужність, а в третій серії одним ударом нейтралізує відразу п'ятьох магів вогню клану Каннаґі. У наступних епізодах він перемагає демонічного Рюую, б'ється з іншими кланами і перемагає демона Веліала. Складно визначити кінцевий рубіж сили Казуми. За визнанням голови клану Каннаґі, Казума сильніше Аяни і Генми. У 24 серії Бернхардт зауважує, що сила Казуми можна порівняти з силою Юго.
За характером Яґамі Казума — похмурий і серйозний, іноді грубий і невихований. Подібний стан викликано загибеллю Цуі-Лінг і знущаннями з боку колишнього клану в дитинстві. Силу Контрактора він прагне використовувати для захисту інших, але, тим не менш, допомагає деяким тільки за гроші. Інтелектуально обділений: чудово розбирається в класифікаціях демонів і інших істот, непоганий аналітик, стратег і тренер.
Хоча Казума не відчуває теплих почуттів до клану Каннаґі, але його лідера Юго поважає (що, втім, взаємно).
До Аяни Казума відноситься як до «розпещеного дівчиська». Її настирливість часто докучала йому. Але, попри те, що він ніяк не може забути Цуі-Лінг, Казума поступово переймається до неї почуттями, тому постійно дратує її безневинними, з першого погляду, фразами.
Свого батька Генму Казума щиро ненавидить, попри те, що все ж таки зволів викликати йому швидку допомогу після битви. Їхні зустрічі закінчуються бійками, в цьому випадку батько і син розносять всі довколишні будівлі вщент.
Любить свого молодшого брата Рена. Захищає від ворогів і неприємностей, хоча і надовго зник з його життя.
- Аяно Каннаґі (Ayano Kannagi)

Головний жіночий персонаж аніме. Спадкоємиця Енрайха, майбутня голова клану Каннаґі, двоюрідна сестра Казуми. Під час бою у віці 13 років за фамільний меч клану Каннаґі Енрайха перемогла Казуму. Ставилася до Казуми презирливо, поки чотири роки потому не перетнулася з ним, звинувативши останнього в загибелі членів клану Каннаґі. Тільки цього разу перевага виявилася на стороні Казуми. За характером — запальна, недовірлива, легковажна і уперта. Недисциплінована, вступає в бій, попередньо не обдумавши стратегію. Дуже ревнива.

### Сім'я Каннаґі
- Рен Каннаґі (Ren Kannagi)

Молодший брат Казуми. Першим здогадався, що Казума — Контрактор. Популярний в рідній школі завдяки своїм здібностям. За увагу Рена постійно б'ються його друзі — Сузухара Канон і Серізава Тацуя. Магічно Рен схожий на Аяну, оскільки чудово поводиться зі стихією вогню. Однак характером більше схожий з Казумою — як і він, прагне захистити всіх — і тому просто обожнює свого старшого брата. Рен був закоханий в дівчинку Аюмі, яка в результаті виявилася клоном, створеним для кривавого ритуалу. Навіть після порятунку Аюмі все одно померла, закінчивши своє коротке життя і встигнувши зізнатися Рену в коханні. Смерть Аюмі зробила Рена сильнішим. Його головна атака — Золоте Полум'я.
- Генма Каннаґі (Genma Kannagi)

Рідний батько Казуми і Рена. Вигнав Казуму з клану Каннаґі після поразки сина Аяні в битві за Енрайха. Презирливо відноситься до Казуми. Зустрічі Генми і Казуми мало не постійно закінчуються бійками, під час яких вони розносять вщент всі прилеглі будівлі. Зі зневагою ставиться до клану Фуго і до всіх, хто використовує магію вітру. Головна атака — Ажурне Полум'я, яке за всю історію існування Каннаґі могли використовувати тільки одинадцять найсильніших магів клану.
- Юго Каннаґі (Jūgo Kannagi)

Батько Аяни і двоюрідний брат Генми. Голова клану Каннаґі. На відміну від Генми, Юго постійно хвилювався про долю його сина Казуму, хоча і не зміг протистояти його вигнанню. Наприклад, на першу після довгих років згадку про Казуму, Юго з полегшенням відреагував: «Значить, з ним все гаразд». Також Юго цікавився, чому його брат вигнав свого власного сина. Незважаючи на доктрину в клані про верховенство сили, Юго прагне припинити подібну дискримінацію, в тому числі і ворожнечу з кланом Фуго.
Юго намагається повернути Казуму назад до клану, діючи хитромудрим способом: він створює ситуації, під час яких Казума і Аяно залишаються разом або постійно працюють один з одним у парі. Для цього Юго цікавиться думкою Рена і навіть домовляється з подругами Аяни, щоб все пройшло як по маслу. Правда, Юго дивується довгій процедурі зближення колишніх противників. Саме тому між Юго і Казумою панують теплі відносини. У будь-якому випадку, тепліші, ніж між Казумою і Генмою. Голова клану рідко залишає свою головну кімнату. Його головна атака — невідома, хоча магією він зрідка користується. Існують натяки на те, що за силою він може не поступатися Казумі, враховуючи і ту обставину, що він — голова клану (24 серія).

## Інші персонажі
- Кіріка Тачібана (Kirika Tachibana)

Детектив токійської поліції. Партнер Казуми по роботі. Вперше зустрілася з Казумою два роки тому в Лондоні, де вона проходила підготовку. Сподівалася, що більше ніколи не зустріне Казуму.
- Цуі-Лінг (Tsui-Ling)

Дівчина Казуми, яку він не зміг захистити. Раніше вони працювали в ресторані. Цуі-Лінг була викрадена главою магічною організації Армагест Ервіном Лесзааром і принесена в жертву демону. Маг зібрав її останні спогади перед смертю і зробив клон Лапіс — по суті, мляву похмуру ляльку. Згідно з фразою Лапіс у 24 серії, останні думки Цуі-Лінг до Казуми були «Я хочу вбити тебе». Правда це чи брехня, незрозуміло (за власним визнанням Казуми, Цуі-Лінг цілком могла сказати подібне, оскільки він не виконав обіцянку і не захистив її). Смерть Цуі-Лінг сильно вплинула на Казуму.
- Кетрін Мак-Дональд (Catherine McDonald)

Член американської сім'ї магів. У телесеріалі виділяється своїм своєрідним сміхом. Зарозуміла, нахабна, самовпевнена, але з часом риси її характеру змінюються. Приїхала до Японії, щоб відібрати у Аяни меч Енрайха. Володіє магією духів, які можуть приймати тілесну форму. Найулюбленіший — Метатрон (Metatron) — ангелоподібна статуя з мечем. За зауваженням Яґамі, який був деякий час її тренером, стиль бою Кетрін подібний зі стилем Аяни: так само вона намагається здобути перемогу з першої атаки і сподівається тільки на силу. Через випадок побачила Казуму голим у загальній ванні, що послужило їй аргументом познущатися над Аяной. Закохана в Казуму. Суперниця Аяни в романтичному плані.
- Юкарі Шиномі і Нанасе Кудо (Yukari Shinomiya, Nanase Kudō)

Найкращі подруги Аяни і її однокласниці. Вони постійно жартують над її відносинами з Казумою і беруть участь у їх зближенні. Юкарі відмінно використовує все, що пов'язано з інформацією; вона в курсі всіх подій, що відбувається в школі. Нанасе — атлетична дівчина, яка проводить вільний час в спортивних клубах, і є кумиром для багатьох особин жіночої статі.
- Такея Оґамі (Takeya Ōgami)

Член Каннаґі. Був у групі магів, яких відіслали в першій серії за Казумою, щоб доставити його до Юго. По суті, Такея був одним з найсильніших магів клану, однак перед Казумою він виявився безсилим — Яґамі легко відбив його атаку. У такому стані його і вбив Рюуя. Атака — Згусток вогню.
- Місао Оґамі (Misao Ōgami)

Сестра Такеі, який постійно піклувався про неї. Була об'єктом ревнощів Аяни. У смерті Такеі Місао звинуватила Яґамі і неодноразово намагалася вбити його — як магічними засобами, так і не магічними. Проте всі її витівки завжди прощалися Казумою. У 6 серії розкривається причина терплячості Ягами: десять років тому Місао захистила його від інших членів Каннаґі, які на відміну від першого, володіли магією вогню. Місао була використана демоном Майклом у корисливих цілях, в результаті чого постраждало безліч невинних людей. У результаті постриглася в черниці, щоб спокутувати свої гріхи (що, втім, не завадило Казумы нагадати про те, що «за нею все одно залишається боржок», а Місао відповіла тим, що «коли-небудь вона його поверне»).

## Супротивники
- Майкл Харлі (Michael Harley)

Демон-юнак, що належить до організації «Зірки мудрості» (Stars of Sagacity), що має відношення до минулого Казуми і смерті Цуі-Лінг. Використав Місао Оґамі в корисливих цілях, пообіцявши їй виконати її найпотаємніші бажання, а в дійсності використовував дівчину як провідник, щоб через її тіло отримати життєву енергію раніше убитих жертв. Вбитий Аяною з видозміненим Енрайхою.
- Бернхардт Родес (Bernhardt Rhodes)

Лідер європейської магічної організації Армагест. Саме він приніс в жертву Цуі-Лінг і створив з її спогадів Лапіс. Хитрий і боягузливий, за власним визнанням. Найулюбленіше хобі — спостерігати за стражданням інших людей, особливо Казуми.
- Лапіс (Lapis)

Сутність, створена Бернхардтом Родесом з останніх емоцій і думок Цуі-Лінг. Холодна, неговірка, похмура. Використовує для атаки кристалічний меч і здатна змагатися в дуелі з Аяною. У 21 епізоді згадується, що у Лапіс є серце, вона може відчувати біль інших людей, виключаючи інші емоції. За власним визнанням, вона хоче знайти душу і стати тією Цуі-Лінг, яку раніше знав Казума.

## Список епізодів
Перша серія. «Повернення вітру»
Яґамі Казума (справжнє ім'я — Каннаґі Казума) після чотирирічного вигнання відвідує клієнта, якому потрібно вигнати злого духа, де випадково перетинається з молодшим родичем свого колишнього клану Юкі. Після презирливого вітання останнього в особняку з'являється демон. Юкі припускається помилки, і Яґамі блискуче справляється із завданням, використавши магію вітру і покінчивши з демоном раз і назавжди. Про прибуття Казуми дізнається весь клан, в тому числі і його власна родина. Раптово невідомий маг вітру убиває трьох членів клану Каннаґі. Розгнівані родичі починають переслідування блудного сина. Брати загиблих знаходять Казуму, зав'язується бій, але він легко відбиває атаки супротивників. Раптом хтось позаду Казуми використовує магію вітру і калічить знесилених братів. У такому стані його і застає Аяно, спадкоємиця Енрайха. Казума легко відбиває і її атаки і відлітає по повітрю за допомогою магії.
Друга серія. «Розбіжності в минулому»
Батько Казуми вирішує привести свого сина особисто і при необхідності готовий використовувати силу. Голова клану Каннаґі дає свою згоду. Генма домовляється з Казумою про зустріч. Застосувавши один проти одного кілька магічних прийомів, Генма вирішує застосувати найпотужнішу атаку, яку використовують тільки 11 магів клану Каннаґі — «Ажурне полум'я». У відповідь Казума закликає на допомогу духів вітру і в результаті отримує перемогу. Генму відвозять до лікарні, а Рен з подивом відзначає, що його старшому братові вперше вдалося перемогти батька. Казума і Рен вирішують заночувати в готелі, проте якийсь маг вітру руйнує будівлю. Казума перетинається зі своїм істинним ворогом, однак його атаки не вдаються, а спільник незнайомця викрадає Рена. Казума вирушає на пошуки, Аяні не вдається застати Казуму.
Третя серія. «Голова сім'ї Каннаґі»
Казума вирішує з'явитися до глави Каннаґі, щоб той допоміг відшукати йому Рена. Вперше за чотири роки він перетинає поріг колись рідної йому обителі. Там його оточують маги вогню і атакують. Казума розбирається з супротивниками однієї потужною хвилею вітру. Голова Каннаґі запрошує Казуму до розмови. З'ясовується, що справжній ворог Каннаґі — клан Фуго, а Рена хочуть принести в жертву. Голова Каннаґі радить Аяні і Казумі об'єднати зусилля, що вони і роблять. Один з членів Фуго Рюуя підриває авто, в якому їхала парочка. Казума і Аяно готуються до сутички з противником.
Четверта серія. «Контрактор»
Казума залишає Аяну битися з Рюуєю, сподіваючись, що дівчина зможе перемогти його, і рятує свого брата Рена. Однак Рюуя перемагає Аяну, залишивши суперницю на межі життя і смерті, і вбирає в себе демонічну силу. Казума використовує алхімічний еліксир для зцілення дівчини дивним способом (через поцілунок). Пізніше трійця вирішує атакувати зміненого Рюую. Рен і Аяно відволікають монстра, поки Казума готується завдати вирішального удару. Казума розкривається перед дівчиною і братом як Контрактор і викликає кілька потужних смерчів, що видно навіть з космосу. У результаті Рюуя переможений.
П'ята серія. «Той, хто не прийняв її коливання»
Голова Каннаґі запрошує Казуму на сніданок, де останній робить спробу спокушання сестри одного із загиблих братів в першій серії. Аяно ревнує його, Казума випадково провокує Місао Оґамі, і вона намагається вбити його кинджалом. На Казумі — ні подряпини, він залишає будинок Каннаґі. Під час прогулянки з подругами Аяно помічає Казуму спочатку з однією жінкою, а потім з Місао. Спочатку спадкоємиця Енрайха думає, що Казума з Місао на побаченні, але з'ясовується, що сестра загиблого вирішила заманити Казуму в пастку і вбити його, найнявши вбивць. Спроба провалюється. Аяно вирішує сама розібратися з Місао, не розуміючи, чому Казума ніяк не реагує на спроби Місао вбити його. Місао залишається сама і приймає допомогу незнайомця, який пропонує їй розібратися з Казумою раз і назавжди. У неї з'являється сила, яка забирає життя в інших, вбираючи їх життєву силу.
Шоста серія. «Зворотний бік сили»
З'являються все нові й нові жертви. Батько Аяни спрямовує свою дочку до Казуми, щоб вони обидва змогли розібратися з цією проблемою. Казума здогадується, що всі злочини — справа рук збирача душ, і відсилає Аяну додому, використовуючи її, фактично, як наживку. Контрактор знаходить джерело демонічної сили і виходить на Місао. Аяно і Казума влаштовують словесну перепалку — Місао зникає — і між парочкою мало не виникає конфлікт. Сім'я Оґамі вирішує сама розібратися з Місао, вони готові навіть битися з Казумою, який скасовує угоду з головою клану Каннаґі і вирішує діяти за власними переконаннями. Аяно з сумом припускає, що головним стимулом наполегливості Казуми є його любов до Місао. Ревнощі Аяни помічає директор поліції; на ревнощах робить акцент наприкінці серії і Місао.
Сьома серія. «Ціна душі»
Аяно зістрибує з будівлі, атакувавши на льоту Казуму, який рятує дівчину, легко помітивши її спробу привернути його увагу. Тим часом Місао знищує свою сім'ю. Нова спроба вбити Казуму провалюється. Нарешті з'являється демон, який використовував Місао в корисливих цілях. Виявляється, цей демон — учень чаклуна, який вбив перше кохання Казума, принісши її в жертву. Демон перетворює Місао на дракона. Складність полягає в тому, що демон і Місао — єдине ціле. Казума твердий у своїй думці врятувати всіх, він використовує силу Контрактора, і трійці магів вдається знищити демона і врятувати Місао. Зрештою, Казума пояснює все своє терпіння і вчинки тим, що вона колись захистила в дитинстві Казуму від хлопчаків, які знущалися над тим, що він не міг керувати магією вогню. Тому він і намагався завжди врятувати Місао, повертаючи її як би старий борг.
Восьма серія. «Катастрофа Аяни»
В академії, в якій навчається Аяно, з'явився привид. Він лякає народ. Голова Каннаґі доручає справу Аяні і наймає їй охоронця, яким є Казума. За ними в школу ув'язуються подружки Аяни. Привид постійно знущається над Аяной. У ході розслідування з'ясовується, що привидом є фея, якій було просто нудно. Тим часом, голова Каннаґі як би ненароком цікавиться у Рена, що той думає про взаємини Казуми і Аяни.
Дев'ята серія. «Зустріч при місячному сяйві»
У класі Рена розігрується сцена, в якій друзі Рена (хлопець і дівчина) ділять його, щоб провести з ним більше часу. Після прогулянки він зустрічає таємничу дівчину і захищає її від незнайомців, що хочуть її викрасти. Чужинці виявляються кланом Цубабукі. Аяно вечеряє разом з Казумою, проте її кавалера забирає фея, яка вирішує найняти Контрактора для своїх цілей. Пошуки приводять Казуму в центр Цубабукі.